# LAM - Linhas Aéreas de Moçambique
LAM Mozambique of Linhas Aéreas de Moçambique is een Mozambikaanse luchtvaartmaatschappij met haar thuisbasis Luchthaven Maputo en haar hoofdkantoor in Maputo. 

## Geschiedenis
LAM Mozambique is opgericht in 1936 als DETA Linhas Aéreas de Moçambique of Direcção de Exploração dos Transportes Aéreos. Na de onafhankelijkheid van Portugal is de naam in 1980 gewijzigd in LAM Mozambique.
De overheid is de belangrijkste aandeelhouder met een belang van 91% en de overige aandelen zijn in handen van het management en het personeel.
Van 2012 tot 2017 stond LAM op de zwarte lijst van de Europese Commissie met maatschappijen waarvan de vliegtuigen om veiligheidsredenen niet op Europa mogen vliegen.

## Bestemmingen
LAM Mozambique voert lijnvluchten uit naar diverse bestemmingen binnen Mozambique: Beira, Chimoio, Inhambane, Lichinga, Maputo, Nampula, Pemba, Quelimane, Tete en Vilankulo. 
Buitenlandse bestemmingen zijn in 2019: Dar es Salaam, Harare, Johannesburg en Nairobi. 
LAM heeft codeshare-overeenkomsten met TAAG, Ethiopian Airlines, Kenya Airways en South African Airways voor vluchten naar Luanda, Addis Abeba, Nairobi, Johannesburg, en bestemmingen in Azië met Ethiopian Airways.

## Vloot
In februari 2019 bestond de vloot uit de volgende vliegtuigen:
| Type           | Aantal | Registratienummer | Stoelen (Business/Economy) | Opmerkingen            |
| -------------- | ------ | ----------------- | -------------------------- | ---------------------- |
| Boeing 737-700 | 1      | C9-BAQ            | 132 (12/120)               | uitgerust met winglets |
| Embraer 190    | 2      | C9-EMA, C9-EMB    | 94 (9/85)                  |                        |
| Totaal         | 3      |                   |                            |                        |

## Ongeluk
Op 29 november 2013 stortte LAM Mozambique Airlines-vlucht 470, uitgevoerd met een Embraer ERJ 190-100, op weg naar Angola neer in het Bwabwata National Park in Namibië. Alle 34 inzittenden kwamen om het leven. Hoogstwaarschijnlijk liet de piloot het vliegtuig opzettelijk neerstorten.